# あすなろ信用組合
あすなろ信用組合（あすなろしんようくみあい）はかつて2014年3月まで存続し、長野県松本市に本店を置いていた在日韓国人系の商銀信用組合である。

## 沿革
- 1976年1月25日 - 長野商銀信用組合として設立。
- 2001年11月26日 - 栃木商銀・群馬商銀の2信用組合と合併し、あすなろ信用組合と改称する。
- 2002年3月18日 - 新潟商銀信用組合の事業を譲り受ける。
- 2014年3月10日 - 中央商銀信用組合に合併され、消滅。同時に、組合の名称を横浜中央信用組合に改称し、本店所在地を横浜中央信組本店に置く。